# (23510) 1992 PA2
(23510) 1992 PA2 là một tiểu hành tinh vành đai chính. Nó được phát hiện bởi Henry E. Holt ở Đài thiên văn Palomar ở Quận San Diego, California, ngày 4 tháng 8 năm 1992.